# Satu Mare (stad)
Satu Mare (Hongaars: Szatmárnémeti; Duits: Sathmar; Jiddisch: Satmar) is een stad in het noordwesten van Roemenië met 102.411 inwoners. De stad ligt in de landstreek Maramureș aan de Someș op korte afstand van de grens met Hongarije (13 km) en Oekraïne (27 km). De stad is de hoofdstad van het district (judeţ) Satu Mare en is een belangrijk spoorwegknooppunt. De stad heeft een belangrijke Hongaarse minderheid (35.441 personen) en is de zetel van een rooms-katholieke bisschop. Tot de Tweede Wereldoorlog telde de stad ook een groot aantal Joden: Satu Mare is de bakermat van de chassidische satmarbeweging.

## Geschiedenis
Satu Mare ligt historisch in het overgangsgebied tussen Hongarije en Zevenburgen (Transsylvanië), dat in de Oudheid ook wel bekend was als het Partium. De Hongaarse naam bestaat uit twee elementen Szatmár + Németi. Deze Hongaarse naam verwijst naar de twee stadsdelen. Szatmár' of Szatmár als naam kent haar oorsprong volgens bronnen als 'Zoutmarkt' of 'Salzmarkt' dat in de loop der eeuwen verbasterde naar Sathmar, Nemeti verwijst naar Duitse kolonisten die in dat stadsdeel woonden. Zij werden in de 19de eeuw verhongaarst; hun eigen taal werd Sathmarisch genoemd. In 1715 werden beide nederzettingen aan weerszijden van de rivier de Someș - Szatmár (Roemeens: Satu Mare) en Németi (Roemeens: Mintiu) - samengevoegd en bij die gelegenheid kreeg Szatmár Németi de status van Hongaarse koninklijke vrijstad.
Satu Mare wordt voor het eerst in het jaar 1150 genoemd onder de naam Zothmar (naar: Zoutmarkt). Vermoedelijk waren de eerste Duitse bewoners afkomstig uit de lage landen. In 1241 maakten de Mongolen de stad met de grond gelijk, de burcht werd in dat jaar verwoest. In 1264 kreeg de stad diverse rechten waaronder het recht een eigen rechter te kiezen van koning Stefanus V van Hongarije. In 1310 werden de stedelijke rechten opnieuw bevestigd door koning Karel I Robert van Hongarije. In 1543 werd de stad geschonken aan de broers Adrás, Krisztóf en István van het adellijke geslacht Báthory. Onder het bewind van deze familie werd de bedding van de rivier de Someș zo verlegd dat de stad en haar burcht op een riviereiland kwamen te liggen en nog beter verdedigbaar werden. In 1460 kwam de stad weer in koninklijk bezit. De stad werd in 1661 door de Turken verwoest en ingenomen. In 1711 waren de Turken verdreven maar moest de Hongaarse adel gedwongen worden het Habsburgse gezag te erkennen in de Vrede van Szatmár, die een einde maakte aan de opstand van de Hongaren onder Ferenc II Rákóczi. Geheel Transsylvanië werd toen een Oostenrijkse provincie. In 1866 werd het een Hongaarse provincie en tot aan het einde van de Eerste Wereldoorlog bleven de stad en de provincie deel uitmaken van Hongarije, daarna werden zij in 1920 Roemeens.

### Joodse historie
Onder de Joden van Satu Mare ontstond rond rabbijn Joel Teitelbaum in de jaren '20 de chassidische Satmarbeweging.
Deze 'ultraorthodoxe' joden wonen thans vooral in Antwerpen, Jeruzalem en New York en staan bekend om hun sterk antizionistische houding. De beweging heeft heden ten dage ruim 100.000 leden, voornamelijk in de Verenigde Staten waarheen de overgebleven Joden na 1945 vluchtten. Ook de Shomer Emunim, waaruit Toldos Aharon en Toldos Avrohom Yitzchok zijn ontstaan, hebben hun oorsprong in Satmar.
Op 26 april 1944 werd in het centrum van de stad een getto aangewezen, hier vandaan werden 18.000 Joden uit de stad en de omgeving gedeporteerd naar vernietigingskamp Auschwitz. Na de oorlog keerden slechts een handvol joden terug. Dankzij de centrumpositie die de stad had onder de Joden woonden er in 1947 weer circa 7.500 joden. Maar door hun vertrek naar Amerika en Israël verdween in de jaren daarna echter het joodse leven definitief uit Satu Mare. De Synagoge bleef bewaard en is vandaag de dag nog te bezoeken. In 2011 waren er nog 30 Joodse inwoners.

## Stadsbeeld

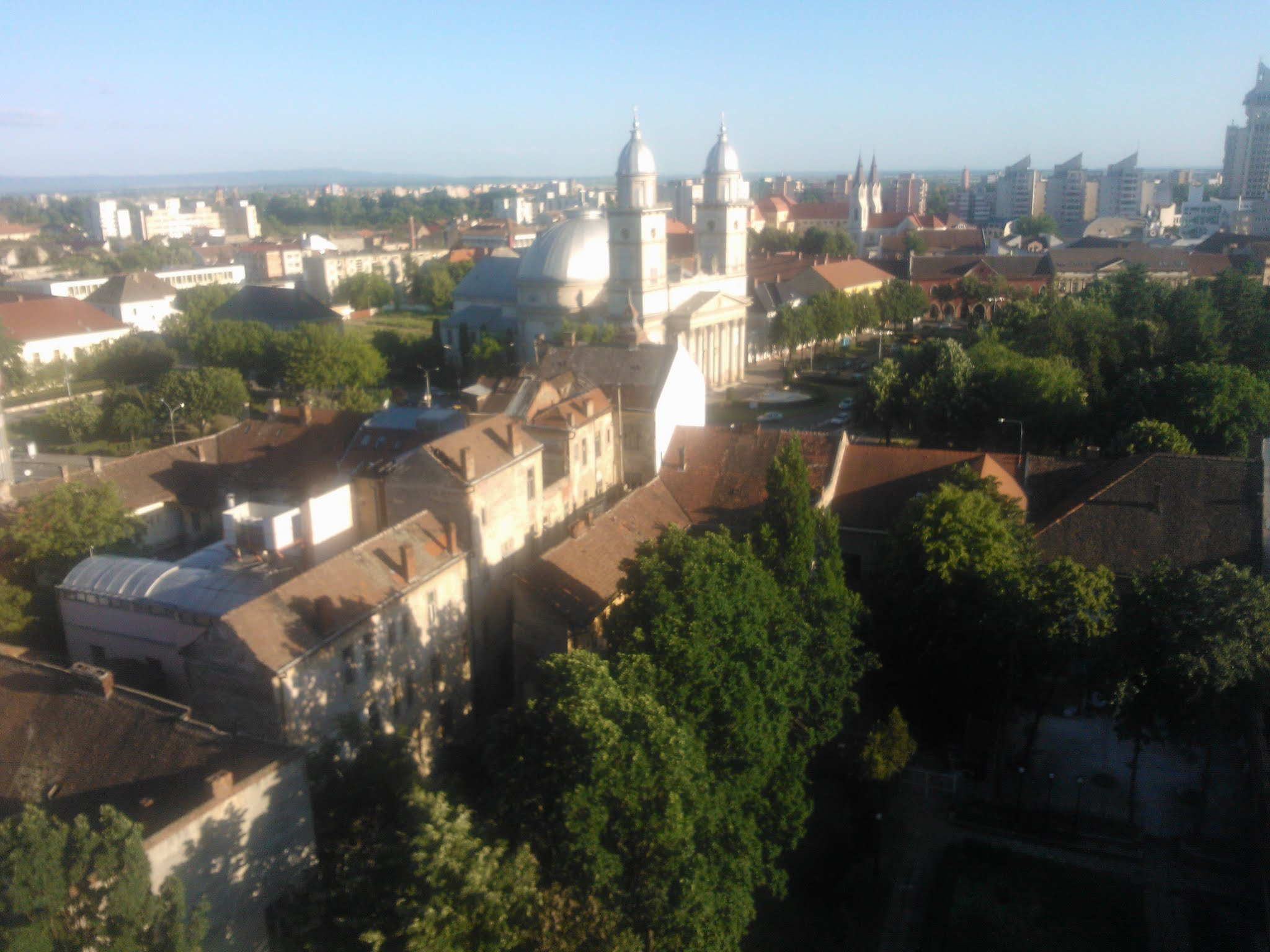
Stadsbeeld met RK kerk

De kathedrale kerk en het bisschoppelijk paleis bevinden zich aan het ruime, vierkante Vrijheidsplein (Piața Libertații), dat als park is ingericht. Aan dit plein bevindt zich ook Hotel Dacia, met een monumentale jugendstilgevel.
Een ander voor Satu Mare kenmerkend gebouw is het Bestuurlijk Paleis (Palaţul administrătiv) aan de oever van de Someș, gebouwd in 1984. Bij de bouw was het met 97 meter het hoogste gebouw van Roemenië. Tegenwoordig staat het gebouw qua hoogte op de derde plaats.
Satu Mare betekent in het Roemeens "groot dorp".
Aan de zuidzijde van de rivier de Someș zijn heel grote nieuwe stadswijken ontstaan.
De stad Satu Mare heeft een eigen vliegveld, gelegen ten zuiden van de stad.
In de middeleeuwen was de zouthandel een voorname activiteit, vanwege de ligging aan de rivier de Someș, een zijrivier van de Tiza, een grensrivier tussen Oekraïne en het huidige Roemenië, vroeger deel van het Habsburgse rijk. (Hongarije/Oostenrijk). De stad telde op haar hoogtepunt (1992) circa 131.000 inwoners, in 2011 waren dat er 102.000.

## Stedenbanden
- Zutphen (Nederland), sinds 1972

In 2015 wordt de stedenband alleen maar onderhouden door de N.G.O.s in beide steden.
De stedenband is in oktober 1972 ontstaan tijdens het vieren van het 1000-jarig bestaan van Satu Mare. Daarvoor in 1970 was er het eerste directe contact na de hevige overstroming in de stad Satu Mare.

## Bevolking
| Historische bevolkingsontwikkeling Satu Mare         |         |          |          |
| Jaar                                                 | Totaal  | Roemenen | Hongaren |
| 1880                                                 | 20.531  | 7,9%     | 83,1%    |
| 1890                                                 | 21.874  | 8,1%     | 89,9%    |
| 1900                                                 | 28.339  | 7,8%     | 89,01%   |
| 1910                                                 | 36.460  | 6,3%     | 91,4%    |
| 1920                                                 | 38.807  | 15,2%    | 63,6%    |
| 1930                                                 | 53.010  | 28,9%    | 57,1%    |
| 1941                                                 | 53.406  | 6,6%     | 90,2%    |
| 1956                                                 | 53.672  | 36,5%    | 58,2%    |
| 1966                                                 | 69.769  | 44,2%    | 54,9%    |
| 1977                                                 | 103.544 | 51,04%   | 47,2%    |
| 1992                                                 | 131.987 | 55,8%    | 43,2%    |
| 2002                                                 | 115.142 | 57,9%    | 39,3%    |
| 2011                                                 | 102.441 | 58,9%    | 37,6%    |
| Bron (als niet anders is aangegeven): Árpád E. Varga |         |          |          |

Lang was Satu Mare een dominant Hongaarstalige stad. Roemenen vormden altijd een minderheid die na 1870 verhongaarst werd maar tweetalig bleef. Dat blijkt uit hun toename nadat de stad Roemeens bij het staatsgebied werd gevoegd in 1920. Toen zijn ook veel Hongaren vertrokken en veel Roemenen naar de stad toegetrokken. Veel Joden gingen zich Roemeen noemen. In 1941 waren de rollen omgedraaid omdat de stad weer door Hongarije werd geannexeerd maar dat was geen durende verandering want in 1944 werd de stad weer Roemeens en sindsdien zijn zijn de Hongaren langzamerhand en definitief in de minderheid geraakt. In 1977 verloren zij hun dominantie in de stad.
In het jaar van de overgang naar Roemenië (1920) telde de stad 37.376 inwoners waarvan er 4.543 Roemeens, 24.671 Hongaars en 7.855 Joods waren.

Volgens de volkstelling van 2021 heeft de stad een bevolking van ruim 91.520 inwoners. De etnische samenstelling is als volgt:
- Roemenen: 47.995 (63%)
- Hongaren: 28.152 (36%)
- Roma: 370
- Duitsers: 820
- Geen verklaring nationaliteit: 13.945

Volgens de volkstelling van 2011 heeft de stad een bevolking van ruim 102.000 inwoners. De etnische samenstelling is als volgt:
- Roemenen: 55.509 (54%)
- Hongaren: 35.441 (35%)
- Roma: 1.272
- Duitsers: 1.044
- Geen verklaring nationaliteit: 8.829

Volgens de volkstelling van 2002 heeft Satu Mare een bevolking van 115.142. De etnische samenstelling is als volgt:
- Roemenen: 66.638 (57,87%)
- Hongaren: 45.302 (39,34%)
- Duitsers: 1607 (1,18%)
- Roma: 1115 (0,96%)
- overige: 480

## Politiek
Bij de gemeenteraadsverkiezingen van 2016 kwamen vier partijen in de gemeenteraad:
- Uniunea Democrată Maghiară din România 10 zetels
- Partidul Sociala Democrat 7 zetelsa)
- Partidul National Liberal 3 zetels
- Alde 3 zetels

De gemeenteraad van Satu Mare bestond tussen 2012 en 2016 uit drie partijen:
- Uniunea Sociala Liberala 12 zetels
- Uniunea Democrată Maghiară din Româniaa 9 zetels
- Partidul Democrat Liberal 2 zetels

## Media
In de stad verscheen tot 2022 het regionale Hongaarstalige dagblad Szatmári Friss Újság op papier, de krant wordt online voortgezet. De publieke regionale radio is Kolozsvári Rádió welke uitzendt op twee kanalen, een Hongaarstalig- en een Roemeenstalig kanaal.
Commerciële radiozender City Rádió (popmuziek) zendt ook uit in de Hongaarse taal op 106.4 FM.

## Verkeer en vervoer
De stad is over de weg bereikbaar via de weg 19 die van Sighetu Marmatiei via Satu Mare naar Oradea loopt. Verder is er een verbinding met de Hongaarse grens (19a) en is er een weg richting Baia Mare (19f). In 2022 werd het laatste deel van de rondweg geopend die in een grote boog langs de westzijde van de stad loopt.
Per spoor is Satu Mare verbonden met Oradea en Halmeu nabij de grens met Oekraïne (het deel dat verder voert over de grens met Oekraïne is buiten gebruik op dit moment).
Een andere lijn verbindt de stad met Baia Mare.
Satu Mare heeft de beschikking over een luchthaven, Luchthaven Satu Mare waar vandaan er wekelijks enkele vluchten naar Boekarest, Londen en Parijs vertrekken. Luchtvaartmaatschappij Tarom vliegt op Boekarest, de overige twee bestemmingen worden gevlogen door het Hongaarse Wizz Air.

## Externe betrekkingen
Satu Mare onderhoudt een stedenband met het Nederlandse Zutphen en daarnaast met Nyíregyháza in Hongarije, Wolfenbüttel in Duitsland en Schwaz in Oostenrijk.

## Geboren
- Daniel Prodan (23 maart 1972), voetballer
- Mónika Esztán (13 oktober 1976), artdirector
- Florin Gardoș (29 oktober 1988), voetballer

Steden met gemeentestatus: Satu Mare · Carei

Steden zonder gemeentestatus: Ardud · Negrești-Oaș · Tășnad · Livada

Gemeenten: Acâș · Andrid · Apa · Bătarci · Beltiug · Berveni · Bixad · Bârsău · Bogdand · Botiz · Călinești-Oaș · Cămărzana · Cămin · Căpleni · Căuaș · Cehal · Certeze · Craidorolț · Crucișor · Culciu · Doba · Dorolț · Foieni · Gherța Mică · Halmeu · Hodod · Homoroade · Lazuri · Medieșu Aurit · Micula · Moftin · Odoreu · Orașu Nou · Păulești · Petrești · Pir · Pișcolt · Pomi · Sanislău · Santău · Săcășeni · Săuca · Socond · Supur · Tarna Mare · Terebești · Tiream · Târșolț · Turț · Turulung · Urziceni · Valea Vinului · Vama · Vetiș · Viile Satu Mare
Alba Iulia · Alexandria · Arad · Bacău · Baia Mare · Bârlad · Bistrița · Botoșani · Brașov · Brăila · Bucureşti (Boekarest) · Buzău · Călărași · Cluj-Napoca · Constanța · Craiova · Deva · Drobeta-Turnu Severin · Focșani · Galați · Giurgiu · Hunedoara · Iași · Mediaș · Oradea · Piatra Neamț · Pitești · Ploiești · Râmnicu Vâlcea · Reșița · Roman · Satu Mare · Sfântu Gheorghe · Sibiu · Slatina · Slobozia · Suceava · Târgoviște · Târgu Jiu · Târgu Mureș · Timișoara · Tulcea · Turda · Vaslui · Zalău